# Alex Hinshaw
Alexander Omar Hinshaw (né le 31 octobre 1982 à Claremont, Californie, États-Unis) est un ancien lanceur de relève gaucher ayant évolué dans la Ligue majeure de baseball de 2008 à 2012.

## Carrière

### Giants de San Francisco
Alex Hinshaw est drafté au 15e tour et mis sous contrat par les Giants de San Francisco en 2005, alors qu'il évolue à l'Université de San Diego.
Il fait ses débuts dans les majeures le 15 mai 2008. Il lance 48 parties en relève et est crédité de 2 victoires contre une défaite en 2008. Il partage la saison 2009 entre les Giants et leur club-école AAA, les Grizzlies de Fresno. Il ne joue qu'en ligues mineures au cours des deux années suivantes. Au total pour les Giants, Hinshaw présente une moyenne de points mérités de 4,53 avec 49 retraits sur des prises en 45 manches et deux tiers lancées et 57 parties jouées.

### Padres de San Diego
Mis sous contrat par les Padres de San Diego, Hinshaw revient dans les majeures en 2012 et fait 31 apparitions en relève pour sa nouvelle équipe. Il maintient une moyenne de points mérités de 4,50 avec 36 retraits sur des prises en 28 manches lancées. Le 19 août, il est cédé au ballottage et est réclamé par les Cubs de Chicago.

### Cubs de Chicago
La carrière de Hinshaw dans les majeures se termine après deux matchs joués pour les Cubs en 2012.